# Morvah
Koordinaten: 50° 10′ N, 5° 38′ W
| \| Morvah \|    |
| Lage von Morvah |
| Morvah          |

| Morvah |

Morvah (kornisch: Morvedh) ist eine etwa 5 km² große Gemeinde und ein Weiler im  ehemaligen District Penwith der Grafschaft Cornwall in England. 
Sie grenzt im Westen an die Gemeinde St Just, im Nordosten an Zennor, im Süden an Madron und im Norden an die Irische See. Zu Morvah gehören die Ortschaften Chypraze und Rosemergy.

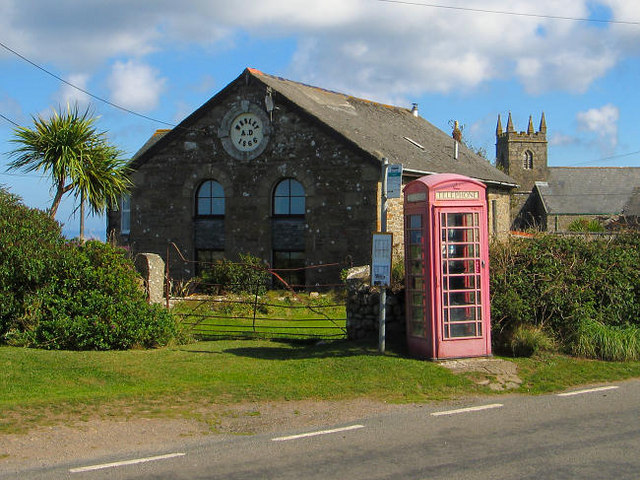
Kapelle von Marvah und anglikanischen Kirche im Hintergrund

Der kleine Weiler, der 9 km von Penzance entfernt liegt, besteht aus einer Kirche und einer Ansammlung von Häusern. Hier wurde der Morvah Hort gefunden.